# دوقية كرنوف
دوقية كرنوف ( اللاتينية: Ducatus Carnoviensis؛ التشيكية: Krnovské knížectví؛ البولندية: Księstwo Karniowskie) أو دوقية ياجيرندورف (الألمانية: Herzogtum Jägerndorf) كانت إحدى دوقيات سيليزيا التي انبثقت في عام 1377 عن دوقية تروباو (أوبافا)، التي كانت هي نفسها إقطاعية تابعة للتاج البوهيمي، كانت عاصمتها في كرنوف تقع اليوم في جمهورية التشيك الحالية.

## تاريخ

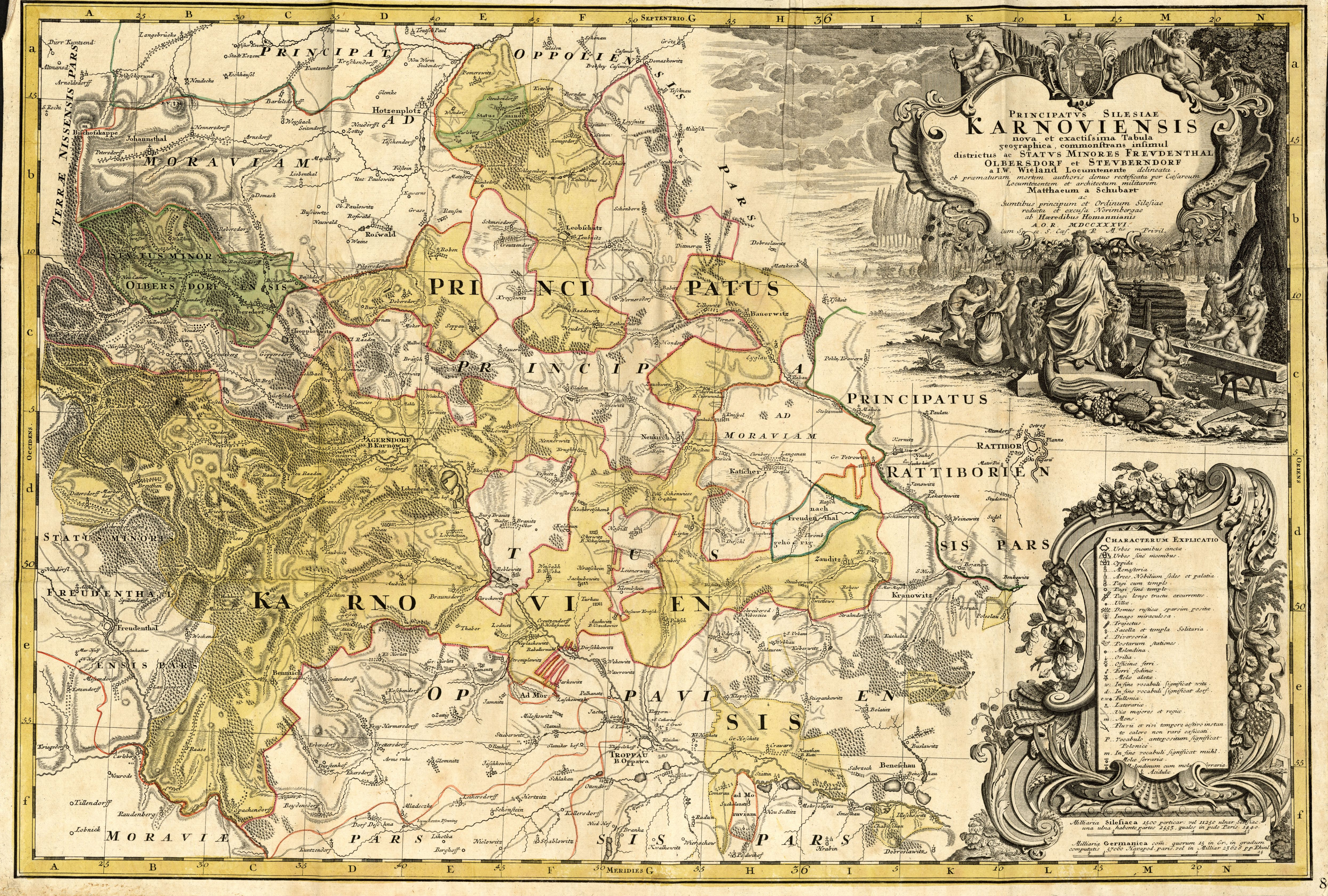
إمارة كرنوف السيليزية، خريطة 1736

تأسست المقاطعة في عام 1269 على الأراضي التي كانت حتى ذلك الحين جزءاً من مرغريفية مورافيا البوهيمية، وذلك عندما خوَّل الملك أوتوكار الثاني ملك بوهيميا ابنه غير الشرعي نيكولاس الأول ولاية أوبافا، وكانت الدوقية مع دوقية راسيبورتس المجاورة تحت الحكم المباشر لفرع صغير من سلالة البرميسلية الملكية - على عكس معظم الدوقيات السيليزية الأخرى التي كان يحكمها البياست السيليزيون الذين أصبحوا مع ذلك في جزء كبير منهم تابعين لبوهيميا في عام 1327، احتفظ نيكولاس بأوبافا بعد مقتل آخر حاكم برميسلي لبوهيميا الملك فاتسلاف الثالث، في عام 1306 وفي الصراع التالي على العرش البوهيمي دعم مطالبات المرشح اللوكسمبورغي يوحنا الأعمى، الذي بدوره منح ابنه وخليفته نيكولاس الثاني دوقية أوبافا عام 1318، وفي عام 1337 حصل نيكولاس الثاني أيضاً على دوقية راسيبورتس المجاورة بعد وفاة آخر دوق بياست ليشيك.

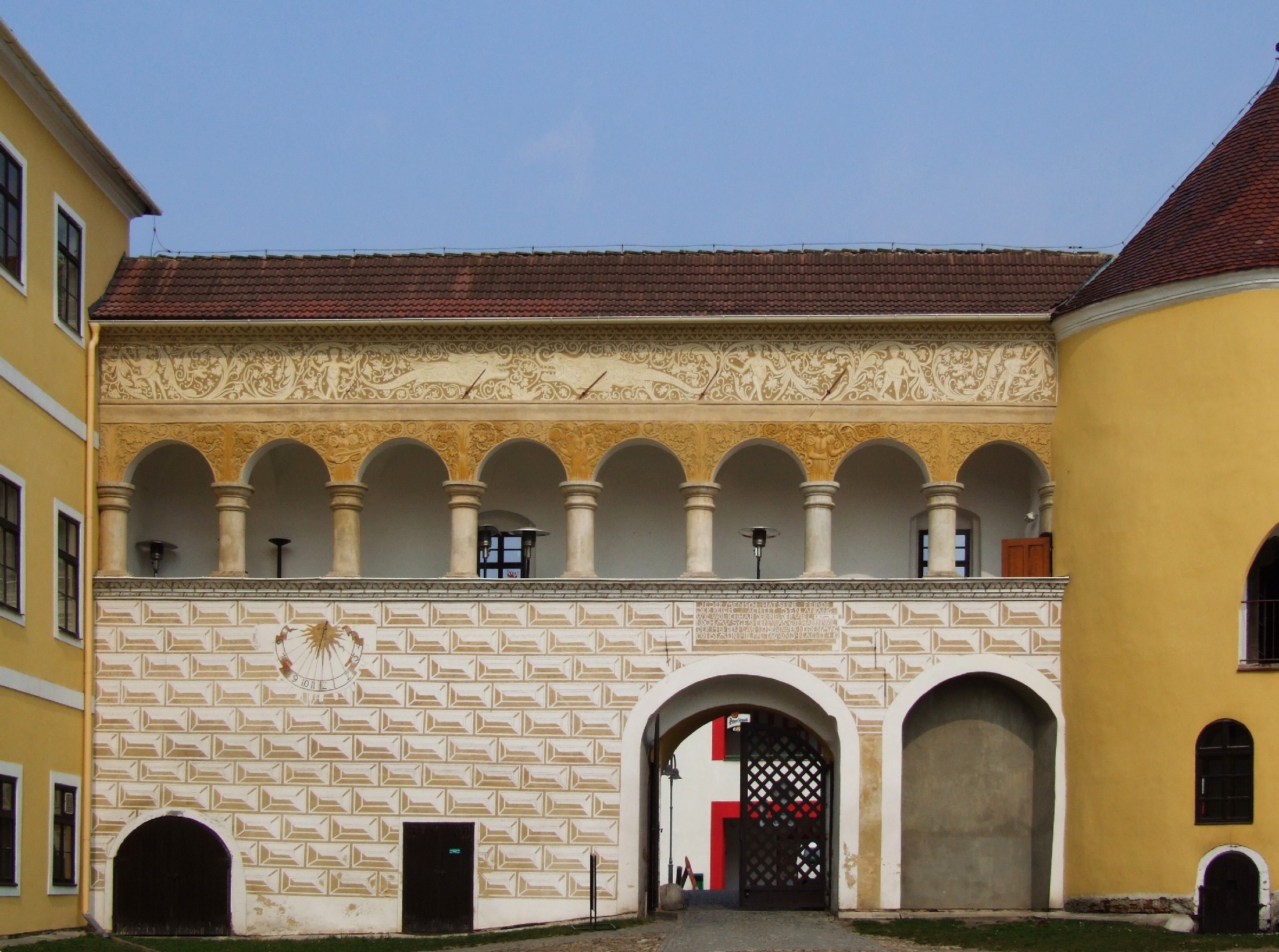
قلعة كرنوف

وعندما توفي الدوق نيكولاس الثاني في عام 1365، ورث ابنه الأكبر يان الأول دوقية راسيبورتس، بينما حكم دوقية أوبافا منذ عام 1367 هو وأخوته الأصغر سناً نيكولاس الثالث وفاتسلاف الأول وپْرْجِمِك الأول، وعندما قسم الأخوة في عام 1377 إرثهم في أوبافا أخيراً حصل يان الأول الأكبر على دوقية كرنوف المنشأة حديثاً مع أراضي في برونتال. وعند وفاته في عام 1380/82، ورث ابنه الأكبر يان الثاني ”الحديدي“ دوقية راسيبورتس وكرنوف وبرونتال.
وفي عام 1384 باع الدوق يان الثاني كرنوف إلى دوق بياست فواديسلاف من أوبولي الذي تنازل عنها إلى مارغريف مورافيا جوبست اللوكسمبورغي عام 1390، وبعد وفاة جوبست في عام 1411 رهن ابن عمه الإمبراطور سيغيسموند كرنوف لدوق بياست لودفيك الثاني من بريغ ولكنه تنازل عنها مرة أخرى عام 1422 إلى يان الثاني الذي استطاع استرداد الرهن، وبعد ذلك بعامين ورث الدوقية ولداه فاتسلاف الثاني ونيكولاس الخامس اللذان حكما معاً حتى عام 1437، عندما استلم نيكولاس كرنوف مع برونتال وبليس وريبنيك ولوسلاو وسوهراو، وعند وفاته في عام 1452 آلت كرنوف ولوسلاو إلى ابنه الأكبر يان الرابع، بينما آلت ريبنيك وسوهراو وبليس إلى أخيه الأصغر فاتسلاف الثالث.

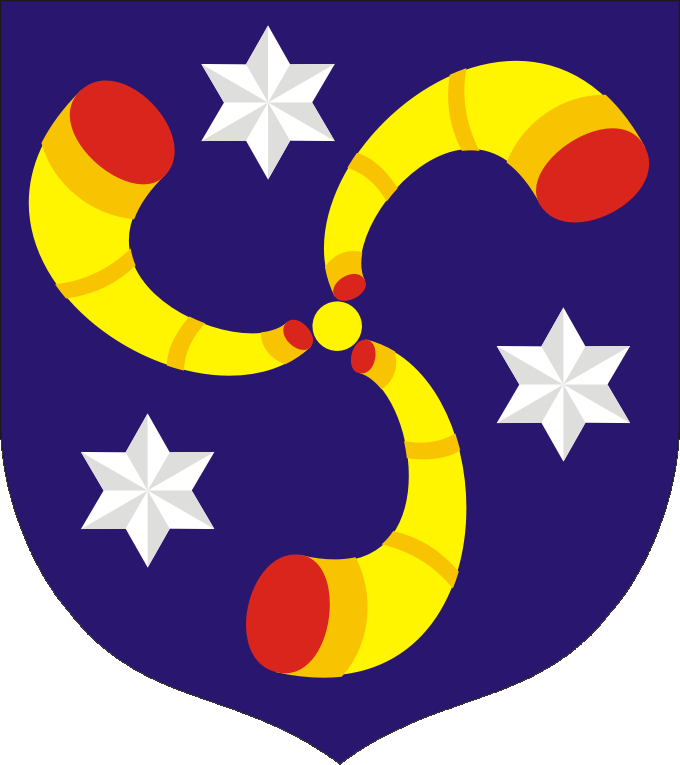
نسخة أخرى من شعار النبالة لإمارة كرنوف

خسر دوقات البريميسليين أخيرًا كرنوف خلال الحرب البوهيمية المجرية في عام 1474 لصالح ماتياس كورفينوس، الذي كان آنذاك ملك بوهيميا المنافس الذي أسر يان الرابع واعتقله، بعد وفاته في عام 1483 حاولت أخته باربرا قرينة يان الرابع دوق أوشفتش استعادة الدوقية إلا أن فلاديسلاف الثاني الياغيلوني لم يكن لديه النية لإعادة الدوقية المستولى عليها بعد أن انتصر كملك بوهيمي، ولكنه تنازل لمستشاره يوهان فون شيلينبرغ عن كرنوف بدلاً من ذلك، تم التوصل إلى اتفاق في عام 1492، عندما تزوجت ابنة باربرا هيلينا من ابن شيلينبرغ جورج.
في عام 1523 اضطر جورج من شيلينبيرغ إلى بيع كرنوف إلى مارغريف هوهنتسولرن غيورغ من براندنبورغ-أنسباخ، الذي كان بإمكانه الاعتماد على الميراث المجري لقرينته بياتريس دي فرانجيبان أرملة يانوش كورفينوس، ومنذ عام 1532 حكم المارغريف كل سيليزيا العليا، عندما ورث أيضاً دوقية أوبول وراسيبورتس من الدوق بياست يان الثاني الصالح. وقد أعاد بناء قلعة كرنوف وأدخل الإصلاح البروتستانتي في سيليزيا، وطرد الفرسان التيوتونيين والفرنسيسكان والأصاغريين المحليين، كان فرديناند الأول الهابسبورغي ملك بوهيميا منذ عام 1526 يراقب بشك من القوة المتزايدة لأسرة هوهنتسولرن البروتستانتية في أراضي التاج السيليزي، ومع ذلك استطاع غيورغ وكذلك ابنه المارغريف غيورغ فريدرش الذي حكم منذ عام 1543 من الاحتفاظ بالدوقية، تفاقم الصراع عندما توفي غيورغ فريدرش بدون وريث في عام 1603 وأوصى بكرنوف قريبه يواكيم الثالث فريدرش ناخب براندنبورغ الذي أعطاها لابنه الثاني يوهان غيورغ في عام 1607، وقد اعتبر حكام هابسبورغ الدوقية إقطاعية مستردة، وبعد الثورة البوهيمية ومعركة الجبل الأبيض عام 1620 صادر الإمبراطور فرديناند الثاني ممتلكات هوهنتسولرن في أراضيه البوهيمية،[1] والتي أُعطيت مؤيد فرديناند المخلص كارل الأول أمير ليختنشتاين، دوق أوبافا منذ عام 1613، اندمجت الدوقيتان في عام 1623 وخضعتا للإصلاح المضاد.

شعار النبالة في ليختنشتاين (مع قرن الصيد لكرنوف)

لم تتخل أسرة هوهنتسولرن عن مطالباته أبداً، وبعد مرور أكثر من مائة عام، كانت ممتلكات كرنوف وراسيبورتس ذريعة للملك البروسي فريدرش الكبير لبدء حرب سيليزيا الأولى التي انتهت بضم معظم سيليزيا وفقاً لمعاهدة بريسلاو عام 1742، وبينما تم دمج جزء شمالي صغير في دوقية أوبولي التي أصبحت الآن دوقية أوبولي البروسية، إلا أن الجزء الأكبر من كرنوف ظل مع التاج البوهيمي كجزء من سيليزيا النمساوية، أُعيد تنظيمها كمقاطعة كرنوف (Krnovský kraj) منذ عام 1751، ثم حُلَّت أخيراً بعد ثورة 1848، عندما رُفعت سيليزيا النمساوية إلى مرتبة أرض تابعة للتاج السيليزياني.